# 納米比亞廣播公司
納米比亞廣播公司（英語：Namibian Broadcasting Corporation / NBC）是納米比亞的公共廣播机构，於1990年成立，其前身為「西南非洲廣播公司」（South West African Broadcasting Corporation）。

## 外部連結
- 官方網站 （页面存档备份，存于）（英文）